# 新道路工事
新道路工事（しんどうろこうじ）は、2003年9月にSANKYOが発売した、道路工事シリーズ(1990年)のリメイク版として発売されたパチンコ機のシリーズ名。
CR新道路工事SPと新道路工事DXの2機種がある。

## 概要
貯留型で液晶付きの羽根モノタイプ。道路工事シリーズの役物の動きを踏襲した上で、V入賞時にラウンド抽選を行う。

## スペック
- CR新道路工事SP
  - 賞球数 5&10
  - 大当たり最高継続 15R
  - 最大貯留 5個(10カウント)
- 新道路工事DX
  - 賞球数 5&10
  - 大当たり最高継続 15R
  - 最大貯留 5個(10カウント)

## 演出
通常時、チャッカー入賞した際に、液晶の演出によって継続ラウンド数の示唆を行う。V入賞時にラウンド抽選を行い、1R・7R・15Rのいずれかに決定する。ただし、決定されたラウンド数はあくまで最高継続数になるため、V入賞しなければパンクとなる。
大当たり中は元の道路工事シリーズと同様、ラウンドの前半でステージの上部で貯留した後、下部のプレスマシンの磁力で玉を付着する二段階貯留方式を採用している。